# Sandvik
Sandvik — международная компания, основанная в 1862 году Йораном Фредриком Йоранссоном в городе Сандвикен в Швеции. Компания Sandvik является высокотехнологичной инженерной группой, производящей инструменты и инструментальные системы для резки металла, оборудования, инструментов и услуг для горной и строительной отраслей, продуктов из нержавеющей стали и специальных сплавов, а также изделий для промышленного отопления. В компании работает 43 000 сотрудников в более чем 150 странах. Оборот составляет примерно 91 млрд шведских крон  (2017) .
Sandvik была первой компанией, которая использовала в коммерческих целях бессемеровский процесс. Первая доменная печь была установлена английским инженером в 1858 году и сейчас экспонируется в парке в Сандвикене.

## Корпоративная структура
Операции Sandvik распределены по трём бизнес-направлениям.

### Обработка материалов Sandvik
Производитель инструментов и инструментальных систем для резки металла. Продукция производится из цементированного карбида и других твёрдых материалов, таких как алмаз, кубический нитрид бора и специальная керамика. Это направление включает компанию Sandvik coromant.

### Горные технологии
Поставщик оборудования, инструментов, услуг и технических решений для горнодобывающей и строительной отраслей. Области применения включают производство, буровых, породоразрушающих, дробильно-сортировочных, погрузо-доставочных, прокладывателей тоннеля, устройств для разрушения и сноса.

### Технология материалов
Производитель современных нержавеющих сталей и специальных сплавов для наиболее требовательных отраслей. Предложение охватывает большое разнообразие форм продукции, таких как трубы, проволока, полосы и металлический порошок, а также продукции для промышленного отопления.

## Модели
- Sandvik LH 570 — подземный погрузчик
- Sandvik MB 670 — горный комбайн

## Бирмингем
Первый зарубежный офис Sandvik располагался в Бирмингеме в Англии. Ныне головной офис находится в соседнем Халесоуэне.

## Россия
В Кузбассе горнорудное оборудование компании Sandvik применяется при проходке угольных пластов. В частности, Sandvik MB 670 применяется на шахтах Котинская, Талдинская-Западная, имени С. М. Кирова.
В процессе добычи золота и иных драгметаллов оборудование Sandvik широко используется в Магаданской области (месторождения Приморское, Кубака, Биркачан), Хабаровском крае («Ресурсы Албазино») и Бурятии (река Ирокинда).
В связи с кризисом, возникшим из-за ситуации на Украине в 2022 году и последовавших за ними санкций Евросоюза, все договорные отношения с российскими заказчиками приостановлены на неопределенный срок.